# Еугеніуш Абрагамович
Еугеніуш Абрагамович (пол. Eugeniusz Abrahamowicz; 8 червня 1848, Глибока — 5 січня 1905, Стрий) — адвокат, суддя, землевласник, член Австрійського парламенту. 

## Життєпис
Еугеніуш Абрагамович народився 8 червня 1848 року в Глибокій (тепер Чернівецька область). Закінчив гімназію в Чернівцях у 1868 році, після чого здобув юридичну освіту в Львівському університеті, завершивши навчання в 1872 році. Після закінчення університету працював у судовій системі Австро-Угорщини: спочатку як адвокат-стажер, згодом — референт Окружного суду у Львові (1873–1876), Районного суду в Делятині (1877–1878), Рудках (1879) та Стриї (1880–1889). У 1890–1897 роках обіймав посаду судді Районного суду в Ходорові, а в 1897–1901 роках — у Стрию. У 1901–1905 роках був радником Вищого крайового суду у Львові, а з 1902 року відряджений до Стрия.
За політичними переконаннями — консерватор. У 1867–1905 роках був членом повітової ради в Стрию, а в 1887–1905 роках — віцепрезидентом повітового відділу. Обирався послом до Австрійського парламенту VIII (9 квітня 1891 — 22 січня 1897), IX (27 березня 1897 — 9 липня 1900) та X скликань (31 січня 1901 — 5 січня 1905) від курії І виборчого округу № 16 (Стрий, Жидачів, Долина, Калуш). У парламенті був членом кількох комісій, зокрема головував у комісії з питань недоторканності послів і був співдоповідачем комісії з нової цивільної процедури. Також входив до бюджетної комісії та Спільних делегацій. Відстоював інтереси землевласників, об’єднаних у Галицькому господарському товаристві у Львові. Часто виступав на дебатах, використовуючи досконалу німецьку мову, підтримував розширення прав слов’янських народів у Габсбурзькій монархії, зокрема виявляв симпатію до чехів. Був членом Польського кола.
Помер раптово від серцевого нападу 5 січня 1905 року в Стрию.